# Les Procès témoins de leur temps

Les Procès témoins de leur temps puis Les Dossiers éclatés est une émission de télévision française écrite par Pierre Dumayet et Pierre Desgraupes et diffusée de 1977 à 1981 sur Antenne 2. Elle présentait sous forme de téléfilms d'environ 90 minutes des faits divers tragiques.

## Liste des épisodes
Les Procès témoins de leur temps
- Les fusils sont arrivés de Roger Kahane, procès de la fin tragique de la grève de 1904 de l'horlogerie Crettiez de Cluses (10 septembre 1977
- Le Pain et le Vin de Philippe Lefebvre, procès d'un double homicide perpétré par une foule en colère voulant récupérer trois charrettes de blé en temps de disette, en 1948, à Buzançais dans l'Indre (10 juin 1978)
- Une semaine sainte de Jean Cazenave, procès des membres de la famille Peter de Zurich qui ont tué, en 1823, deux de leurs membres lors d'une crise de démence mystique (29 juillet 1978)
- La Preuve par cinq de Jeannette Hubert, procès de Jeanne Weber, tueuse en série d'enfants dans les années 1900 (11 novembre 1978)
- Le Jour où on me trouvera morte de Roger Kahane : procès en 1849 du curé Gothland et de sa maitresse Marie-Laure Coquet du Sablon, pour l'assassinat de Fanny Déguisal (la bonne du curé), à Saint-Germain-de-Montbron[1] (13 janvier 1979)

Les Dossiers éclatés
- Mort non naturelle d’un enfant naturel de Roger Kahane (5 mai 1979)
- La Lame et le Manche d'Alain Boudet (29 mars 1980)
- Deux morts à la Toussaint d'Alain Boudet (5 juillet 1980)
- Le Querellé ou la Nécessité d'être comme tout le monde d'Alain Boudet (2 août 1980)
- La Canne de Jean-Pierre Gallo (29 septembre 1980)
- Le Jardin d'hiver d'Alain Boudet (1er août 1981)